# Риджкрест (Каліфорнія)
Риджкрест (англ. Ridgecrest) — місто (англ. city) в США, в окрузі Керн штату Каліфорнія. Населення — 27 959 осіб (2020).

## Географія
Риджкрест розташований за координатами 35°37′43″ пн. ш. 117°39′50″ зх. д. / 35.62861° пн. ш. 117.66389° зх. д. (35.628542, -117.663992).  За даними Бюро перепису населення США в 2010 році місто мало площу 55,47 км², з яких 53,78 км² — суходіл та 1,69 км² — водойми.

### Клімат
Місто знаходиться у зоні, котра характеризується кліматом тропічних пустель. Найтепліший місяць — липень із середньою температурою 30.6 °C (87 °F). Найхолодніший місяць — січень, із середньою температурою 7.2 °С (45 °F).
| Клімат Риджкреста       | Клімат Риджкреста | Клімат Риджкреста | Клімат Риджкреста | Клімат Риджкреста | Клімат Риджкреста | Клімат Риджкреста | Клімат Риджкреста | Клімат Риджкреста | Клімат Риджкреста | Клімат Риджкреста | Клімат Риджкреста | Клімат Риджкреста | Клімат Риджкреста |
| Показник                | Січ.              | Лют.              | Бер.              | Квіт.             | Трав.             | Черв.             | Лип.              | Серп.             | Вер.              | Жовт.             | Лист.             | Груд.             | Рік               |
| Абсолютний максимум, °C | 26                | 31                | 33                | 40                | 42                | 47                | 48                | 48                | 45                | 39                | 32                | 25                | 48                |
| Середній максимум, °C   | 15                | 18                | 21                | 26                | 30                | 35                | 39                | 38                | 35                | 28                | 20                | 15                | 27                |
| Середня температура, °C | 7                 | 10                | 13                | 17                | 21                | 26                | 30                | 29                | 25                | 19                | 11                | 7                 | 18                |
| Середній мінімум, °C    | −1                | 1                 | 5                 | 8                 | 13                | 17                | 21                | 20                | 16                | 10                | 2                 | −1                | 10                |
| Абсолютний мінімум, °C  | −14               | −11               | −6                | −2                | 3                 | 5                 | 10                | 10                | 3                 | −2                | −8                | −13               | −14               |
| Норма опадів, мм        | 16                | 19                | 9                 | 3                 | 2                 | 0                 | 5                 | 3                 | 7                 | 2                 | 11                | 12                | 89                |
| Днів з опадами          | 2                 | 2                 | 2                 | 1                 | 1                 | 0                 | 1                 | 1                 | 1                 | 0                 | 2                 | 2                 | 15                |
| Вологість повітря, %    | 48.8              | 46.3              | 36.2              | 30.1              | 24.7              | 20.8              | 20.7              | 20.3              | 22.4              | 28.1              | 35.1              | 44                | 31.5              |
| ----------------------- | ----------------- | ----------------- | ----------------- | ----------------- | ----------------- | ----------------- | ----------------- | ----------------- | ----------------- | ----------------- | ----------------- | ----------------- | ----------------- |
| Джерело: Weatherbase    |                   |                   |                   |                   |                   |                   |                   |                   |                   |                   |                   |                   |                   |

## Демографія
Згідно з переписом 2010 року, у місті мешкало 27 616 осіб у 10 781 домогосподарстві у складі 7172 родин. Густота населення становила 498 осіб/км².  Було 11915 помешкань (215/км²).
Расовий склад населення:
| - 77,4 % — білих - 4,4 % — азіатів - 4,0 % — чорних або афроамериканців - 1,2 % — корінних американців - 0,5 % — вихідців з тихоокеанських островів - 6,6 % — осіб інших рас |

До двох чи більше рас належало 5,7 %. Частка іспаномовних становила 17,9 % від усіх жителів.
За віковим діапазоном населення розподілялося таким чином: 27,3 % — особи молодші 18 років, 60,3 % — особи у віці 18—64 років, 12,4 % — особи у віці 65 років та старші. Медіана віку мешканця становила 33,8 року. На 100 осіб жіночої статі у місті припадало 100,3 чоловіків;  на 100 жінок у віці від 18 років та старших — 99,9 чоловіків також старших 18 років.
Середній дохід на одне домашнє господарство  становив 70 322 долари США (медіана — 59 936), а середній дохід на одну сім'ю — 82 097 доларів (медіана — 71 675). Медіана доходів становила 62 758 доларів для чоловіків та 43 263 долари для жінок. За межею бідності перебувало 15,4 % осіб, у тому числі 18,3 % дітей у віці до 18 років та 12,4 % осіб у віці 65 років та старших.
Цивільне працевлаштоване населення становило 12 023 особи. Основні галузі зайнятості: публічна адміністрація — 18,8 %, науковці, спеціалісти, менеджери — 16,6 %, освіта, охорона здоров'я та соціальна допомога — 16,2 %.